# Dansk Supermarked
Dansk Supermarked A/S è una società di grande distribuzione danese con sede a Aarhus fondata nel 1960.